# Canton Appenzello Interno

Logo

Il Cantone Appenzello Interno (in tedesco Appenzell Innerrhoden; in francese: Appenzell Rhodes-Intérieures; in romancio: Appenzell dadens; in Svizzero tedesco Appezöll Innerroode) è uno dei 26 cantoni della Svizzera. È composto da sei distretti, e la sede del governo e del Parlamento è Appenzello, il capoluogo. Viene tradizionalmente considerato un semi-cantone, la cui altra metà è l'Appenzello Esterno.
L'Appenzello Interno è il cantone più piccolo della Svizzera per popolazione e il secondo meno esteso (dopo il cantone di Basilea Città). Si trova nella parte nord-orientale della nazione ed, insieme al cantone dell'Appenzello Esterno, costituisce una enclave all'interno del cantone di San Gallo. L'Appenzello Interno si trova sui versanti alpini del massiccio dell'Alpstein, che culmina con il Säntis.
L'Appenzello Interno fu parte dello storico cantone dell'Appenzello, che si divise in Appenzello Esterno (protestante) ed Appenzello Interno (cattolico) nel 1597 a seguito della riforma protestante in Svizzera.

## Geografia fisica
L'Appenzello Interno è situato nella parte nord-est della Svizzera. Confina a nord e a ovest con il Canton Appenzello Esterno, a est e sud con il Canton San Gallo (distretti di Rheintal, Werdenberg e Toggenburgo). La sua superficie è di 173 km². Il picco del Säntis è una delle principali attrazioni del cantone. I laghi principali del cantone sono il Fälensee, il Seealpsee ed il Sämtisersee.
L'Appenzello Interno ha 3 exclave tutte appartenenti a Oberegg, nel Canton Appenzello Esterno.

## Storia

### Fondazione
I primi insediamenti nell'Appenzello si ebbero tra il VII e l'VIII secolo, lungo il fiume Glatt. Nel 907 Herisau viene menzionata per la prima volta e il Cantone viene citato nel 1071 con il nome Appenzello (in latino abbatis cella) che significa "cella dell'abate", e si riferisce all'Abbazia di San Gallo, che esercitò una grande influenza sull'area. Nella metà del XI secolo gli abati di San Gallo avevano stabilito il proprio potere nelle terre che divennero in seguito Appenzello e che vennero germanizzate; i primi abitanti erano stati probabilmente Reti romanizzati.
Intorno al 1360 i conflitti sui pascoli, le tasse e le decime causarono preoccupazioni sia agli abati che ai coltivatori dell'Appenzello. Entrambi volevano proteggere i propri diritti e interessi unendosi alla nuova Lega sveva. Nel 1377 l'Appenzello fu autorizzato ad unirsi alla Lega con il sostegno delle città di Costanza e di San Gallo (la città di San Gallo fu spesso in contrasto con la vicina Abbazia di San Gallo). Con il sostegno della Lega, l'Appenzello rifiutò di pagare molti dei doni e delle decime all'abate Kuno von Stoffeln. In risposta alla perdita degli introiti dai propri terreni, Kuno chiese aiuto alla Casa d'Asburgo austriaca. Nel 1392 fece un accordo con gli Asburgo, rinnovato ulteriormente nel 1402. Nel 1401 l'Appenzello si alleò con la città di San Gallo per proteggere i propri diritti e libertà.

### Indipendenza e unione alla Confederazione svizzera

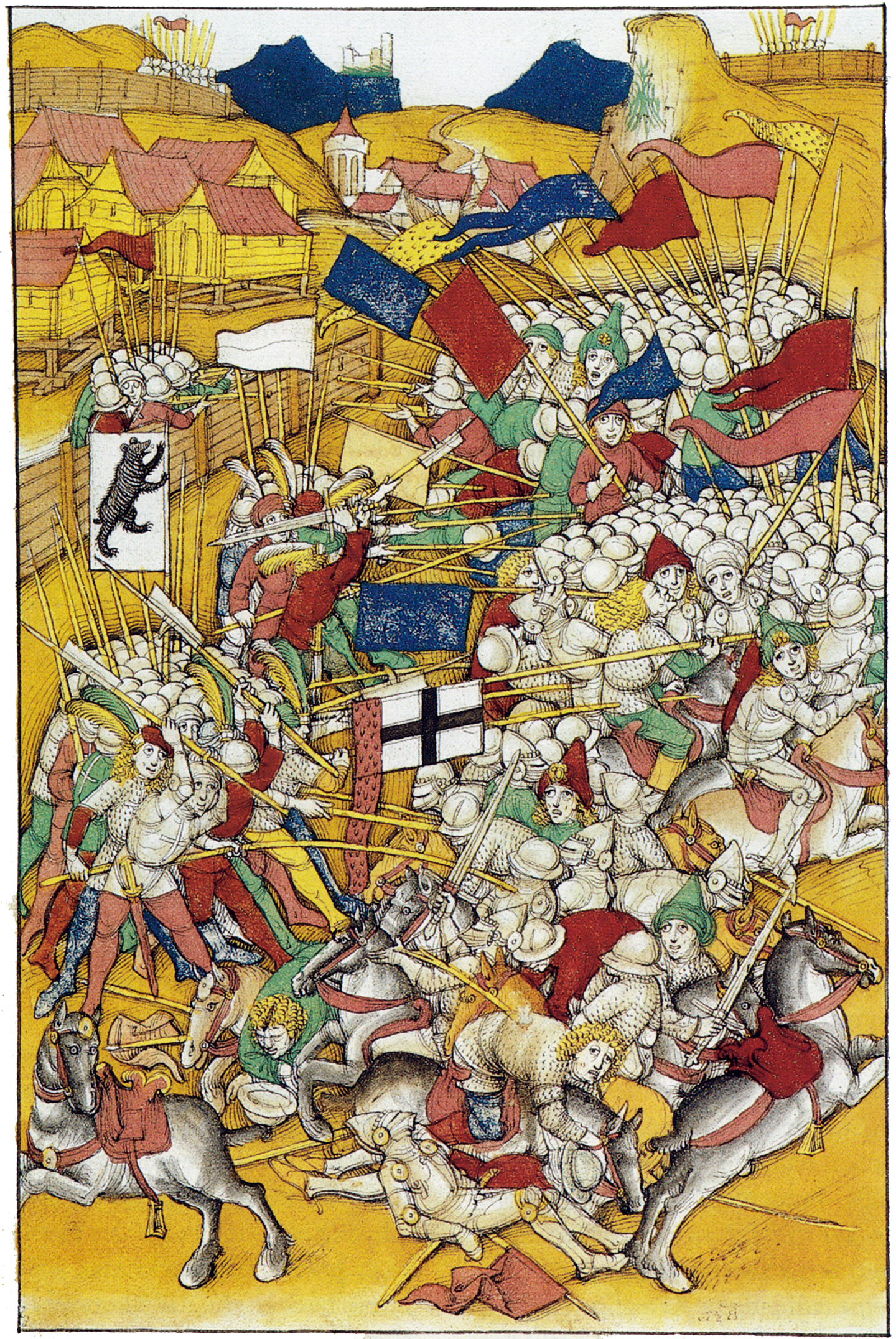
Battaglia di Vögelinsegg

A seguito dei crescenti conflitti tra gli abitanti dell'Appenzello e gli agenti dell'abate, inclusi i balivi dell'Appenzello che richiedevano che i cadaveri fossero riesumati per recuperare il vestiario, gli abitanti dell'Appenzello organizzarono un'insurrezione. Nel giorno stabilito, in tutte le terre dell'abate, attaccarono i balivi e li portarono fuori dal territorio. Dopo negoziati senza successo, l'Appenzello e il San Gallo siglarono un trattato, che segnò la rottura tra l'abate e le proprie terre. Forse temendo gli Asburgo, nel 1402 la Lega espulse l'Appenzello e nello stesso anno il San Gallo raggiunse un accordo con l'abate, e l'Appenzello non poté più contare sul sostegno del San Gallo. L'Appenzello si dichiarò pronto a combattere l'abate, e nel 1403 formò un'alleanza con il Canton Svitto, membro della Vecchia Confederazione che aveva sconfitto gli austriaci nel secolo precedente. Il Canton Glarona diede meno supporto, ma autorizzò i propri cittadini che volevano sostenere l'Appenzello a farlo. In risposta, la Lega mise in piedi un esercito e marciò verso il San Gallo prima di entrare nell'Appenzello. Il 15 maggio 1403 superarono il passo che portava a Speicher e fuori dal villaggio di Vögelinsegg i due eserciti si incontrarono. Una piccola parte delle truppe dell'Appenzello e della Confederazione sconfisse l'esercito della Lega e le due parti firmarono un trattato di pace, che ebbe breve vita.
Dopo un'altra vittoria dell'Appenzello il 17 giugno 1405 al passo Stoss, al confine della città di Appenzello, il nuovo cantone continuò ad espandersi. Durante l'espansione, l'Appenzello catturò anche l'abate di San Gallo e in risposta gli abitanti furono scomunicati dal vescovo di Costanza.
Tuttavia, mentre la Lega si espandeva, gli austriaci utilizzarono la pace per recuperare le forze. L'11 settembre 1406 un'associazione di nobili costituì un ordine cavalleresco conosciuto come Sankt Jörgenschild (Ordine dello Scudo di San Giorgio) per opporsi ai cittadini ribelli della Lega. A seguito di una sconfitta a Bregenz, l'Appenzello non fu più in grado di tenere insieme la Lega. La città di San Gallo ed il canton Svitto ricompensarono gli austriaci per evitare un attacco, e la Lega fu dissolta dal re Roberto del Palatinato il 4 aprile 1408.
Come clausola del trattato di pace, l'abate rinunciò alla proprietà dell'Appenzello, ma mantenne il potere di riscuotere alcune tasse. Fino al 1410, tuttavia, la pace non fu ristabilita nella regione.
Nel 1411 l'Appenzello firmò un trattato difensivo con l'intera Confederazione svizzera (eccetto Berna) che rafforzò la sua posizione contro l'abate. L'Appenzello si unì alla Confederazione come "Membro associato" e non divenne un cantone ufficiale fino al 1513. Dopo un'altra battaglia nel 1429, l'Appenzello ottenne la libertà dalle obbligazioni. Il trattato rappresentò la fine del legame finanziario dell'Appenzello con l'Abbazia di San Gallo e un movimento verso una integrazione più spinta con la Confederazione.

### Divisione dell'Appenzello
A partire dal 1522 i seguaci di Martin Lutero e Ulrico Zwingli iniziarono a predicare la riforma protestante nell'Appenzello. I primi riformati ebbero grandi successi nel Rhoden esterno, una termine che al singolare significa "liberazione", ed avvenne nel 1070, molto prima della separazione finale. A seguito degli iniziali piccoli successi, nel 1523 Joachim Vadiano iniziò a predicare la versione riformata degli Atti degli Apostoli agli amici e al clero a lui vicino. La sua predicazione portò la Riforma nel dibattito pubblico; nell'ottobre 1523 il Consiglio sostenne i principi protestanti dei sermoni delle scritture, e il 24 aprile 1524 il Landsgemeinde confermò la decisione del Consiglio cantonale. Tuttavia, l'opera degli anabattisti nella regione dell'Appenzello (come anche a Zurigo e San Gallo) nel 1525 portò al crollo del governo. Le prime azioni di polizia contro gli anabattisti ebbero luogo nel giugno 1525, seguite dalla Disputa Anabattista a Teufen nell'ottobre 1529.
Per porre fine ai confronti tra la vecchia e la nuova fede, il Landesgemeinde decise nell'aprile 1525 che ogni parrocchia dovesse scegliere una fede, ma che il principio del libero movimento sarebbe stato rispettato, così che le minoranze religiose potessero frequentare la chiesa di loro scelta a prescindere dal luogo di residenza. L'intero Appenzello Esterno si convertì alla riforma nel 1529, mentre l'Interno rimase con la vecchia fede. La maggioranza dei residenti della città di Appenzello rimase cattolica sotto il pastore Diepolt Huter, ma si sviluppò comunque una forte minoranza riformata. Nel 1531 la minoranza riuscì quasi a portare la città di Appenzello ad allearsi con i protestanti dell'Appenzello Esterno. Un gruppo di residenti scontenti del vicino villaggio di Gonten impedì l'abolizione della Messa nell'Appenzello. La vittoria cattolica nella seconda guerra di Kappel nel 1531 pose fine ai progetti di riforma dell'intero cantone dell'Appenzello.
Dopo la seconda guerra di Kappel le due religioni giunsero ad una parità pacifica. Rimasero unite da comuni interessi commerciali, dall'intendimento politico e legale, e condivisero il desiderio di formare un'alleanza con la Francia e l'opposizione alla città di San Gallo, dimostrata nei cosiddetti affari del lino (1535-42 e 1579), in cui i tessitori dell'Appenzello si sostennero l'un l'altro quando avvertivano di essere trattati in maniera illecita dall'industria del lino di San Gallo.
Dal 1798 al 1803 l'Appenzello, insieme agli altri domini dell'abate di San Gallo, formò il cantone di Säntis della Repubblica Elvetica, ma nel 1803, alla creazione del nuovo cantone di San Gallo, si ritirò ai precedenti confini.

### Storia moderna
L'Appenzello Interno fu l'ultimo cantone della Svizzera a garantire il voto alle donne su temi locali, dopo essere stato obbligato a questa mossa solo nel 1990, quando due donne dell'Appenzello intentarono una causa al tribunale federale e vinsero. Una legge centenaria che impediva alle donne di votare fu modificata nel 1991, quando la corte federale svizzera ordinò al cantone di garantire alle donne il diritto di voto.
L'Appenzello Interno fu il cantone con la minore percentuale di approvazione (50,8% comparata alla media svizzera del 64,1%) sul referendum "Matrimonio per tutti" del 26 settembre 2021, il che lo rese il cantone più esitante sulla concessione del matrimonio paritario per cittadini omosessuali.

## Economia
Gran parte del cantone è dedito alla pastorizia, nonostante la prevalenza di ambienti montagnosi: l'allevamento del bestiame e la produzione casearia sono le principali attività agricole, con il formaggio Appenzeller che si trova in tutta la Svizzera. Prima del 2000 nelle campagne dell'Appenzello Interno si diffuse il naturismo, e al Landsgemeinde del 2009 i residenti del cantone votarono per proibire l'escursionismo nudista, con multe previste per i trasgressori. I nudisti che si appellarono contro le multe alla corte federale furono poi rimborsati dalle autorità locali, dato che il naturismo non è un crimine per la legge federale svizzera, che ha la priorità. È comune per i noleggiatori di auto in Svizzera immatricolare le automobili nell'Appenzello Interno, quindi con targa "AI", a causa delle ridotte tasse sui veicoli nel cantone.

## Politica
La capitale del cantone è Appenzello e la Costituzione venne introdotta nel 1872.
I cittadini del cantone si riuniscono ogni ultima domenica di aprile per la Landsgemeinde (l'assemblea generale), in una piazza di Appenzello, dove votano le leggi ed eleggono il Consiglio di Governo. Il voto è per alzata di mano.

### Suddivisioni politiche

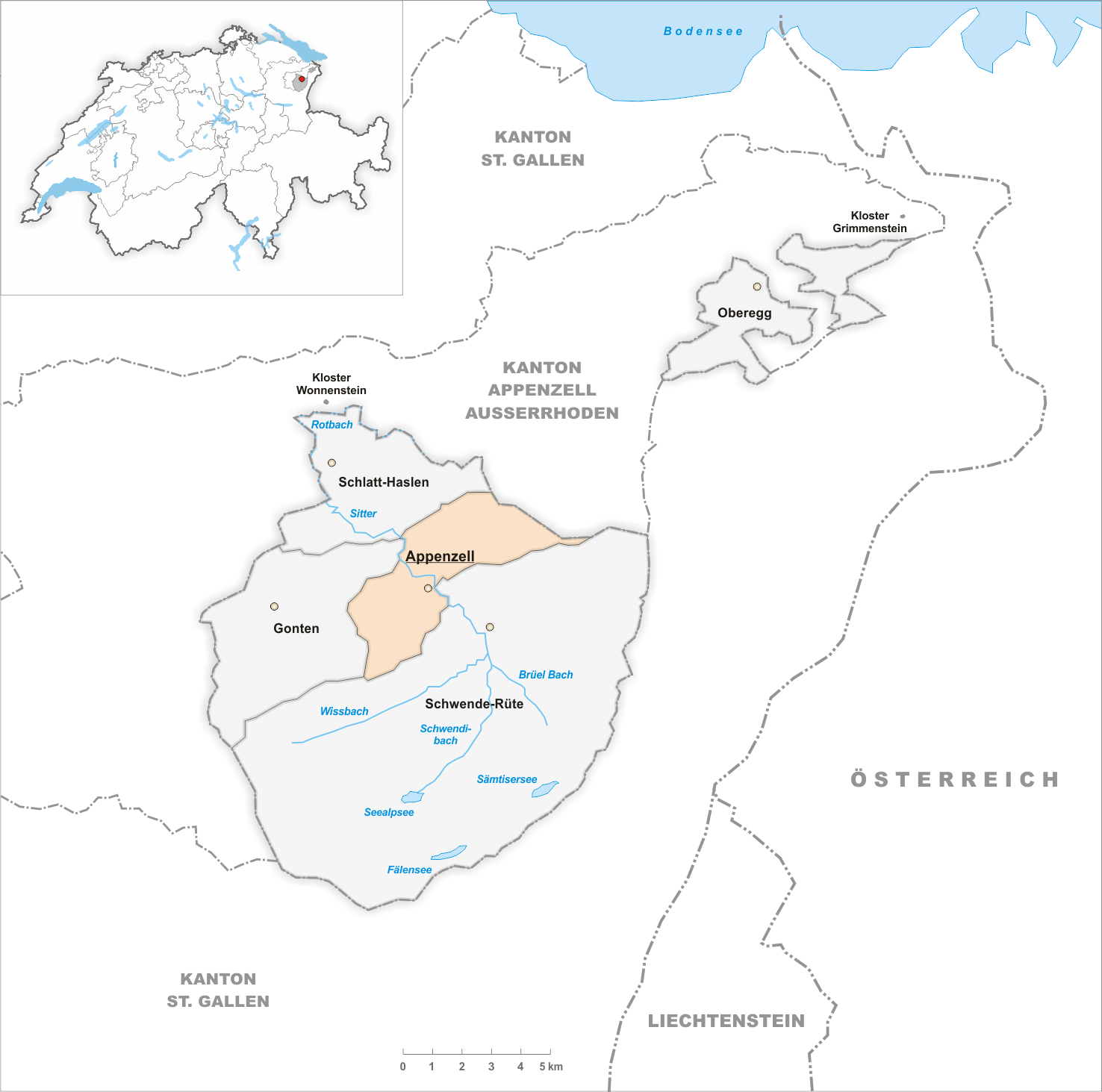
Distretti dell'Appenzello Interno

Nell'Appenzello Interno i distretti costituiscono il livello base di divisione amministrativa, dato che il cantone non ha comuni, ad eccezione del Feuerschaugemeinde, una speciale municipalità con competenza sui vigili del fuoco, energia e acquedotti per la città di Appenzello. I distretti funzionano come le municipalità nel resto della Svizzera, e sono di solito mostrati come comuni sulle cartine.
Il cantone è suddiviso in cinque distretti:
- Appenzello
- Gonten
- Oberegg
- Schlatt-Haslen
- Schwende-Rüte

Il 1º maggio 2022 gli ex distretti di Rüte e Schwende si sono uniti per costituire il distretto di Schwende-Rüte.

## Società

### Evoluzione demografica
| %     | Ripartizione linguistica (gruppi principali) |
| ----- | -------------------------------------------- |
| 96,5% | madrelingua tedesca                          |
| 2,5%  | madrelingua serbo-croata                     |
| 1,0%  | madrelingua albanese                         |

| Anno | Popolazione totale | Tedesco %      | Italiano % | Francese % |
| ---- | ------------------ | -------------- | ---------- | ---------- |
| 1900 | 13.499             | 13.412 (99,4%) | 69 (0,5%)  | 7 (0,1%)   |
| 1950 | 13.427             | 13.303 (99,1%) | 77 (0,6%)  | 13 (0,1%)  |
| 1990 | 13.870             | 12.723 (91,7%) | 234 (1,7%) | 22 (0,2%)  |
| 2000 |                    | (96,5%)        |            |            |
| 2013 |                    | (95,1%)        | 134 (0,9%) |            |

## Municipalità
Il cantone è diviso in quelli che vengono chiamati Bezirke (distretti), piuttosto che in Gemeinden (municipalità).
- Appenzello
- Schwende-Rüte
- Schlatt-Haslen
- Gonten
- Oberegg (formato di tre exclavi incluse nel territorio dell'Appenzello Esterno)

## Infrastrutture e trasporti

### Rete stradale
In Appenzello Interno non sono presenti autostrade, ma solo alcune strade principali: la H448, che collega Urnäsch e Gais con Appenzello e con Nesslau attraverso il passo dello Schwägalp, la H458, che collega Appenzello a Wasserauen, e la H459, che collega Appenzello a Hundwil.
Nel cantone ci sono otto linee di bus dell'AutoPostale Svizzera. Servono il cantone stesso e in alcuni casi anche i cantoni confinanti di Appenzello Esterno e San Gallo.

#### Automobili a noleggio
In base a un accordo tra l'Associazione degli Uffici della circolazione stradale, la Confederazione Svizzera e l'Associazione degli autonoleggiatori, le società di autonoleggio in Svizzera immatricolano i loro veicoli nei cantoni di Appenzello Interno e Vaud, motivo per cui molte auto a noleggio hanno la targa con l'indicazione “AI”. Le tasse di circolazione sono ripartite tra gli altri Cantoni in base a una quota fissa, mentre le tasse di elaborazione rimangono nel Cantone. Nel 2016, circa 945.000 franchi sono andati all'ufficio del genio civile del Cantone.

### Rete ferroviaria
Il territorio cantonale è interessato dalla ferrovia Appenzello-San Gallo-Trogen, dalla ferrovia del Säntis, dalla ferrovia Gossau-Appenzello e dalla ferrovia San Gallo-Gais-Appenzello.